# Festiwal Bjørnsona

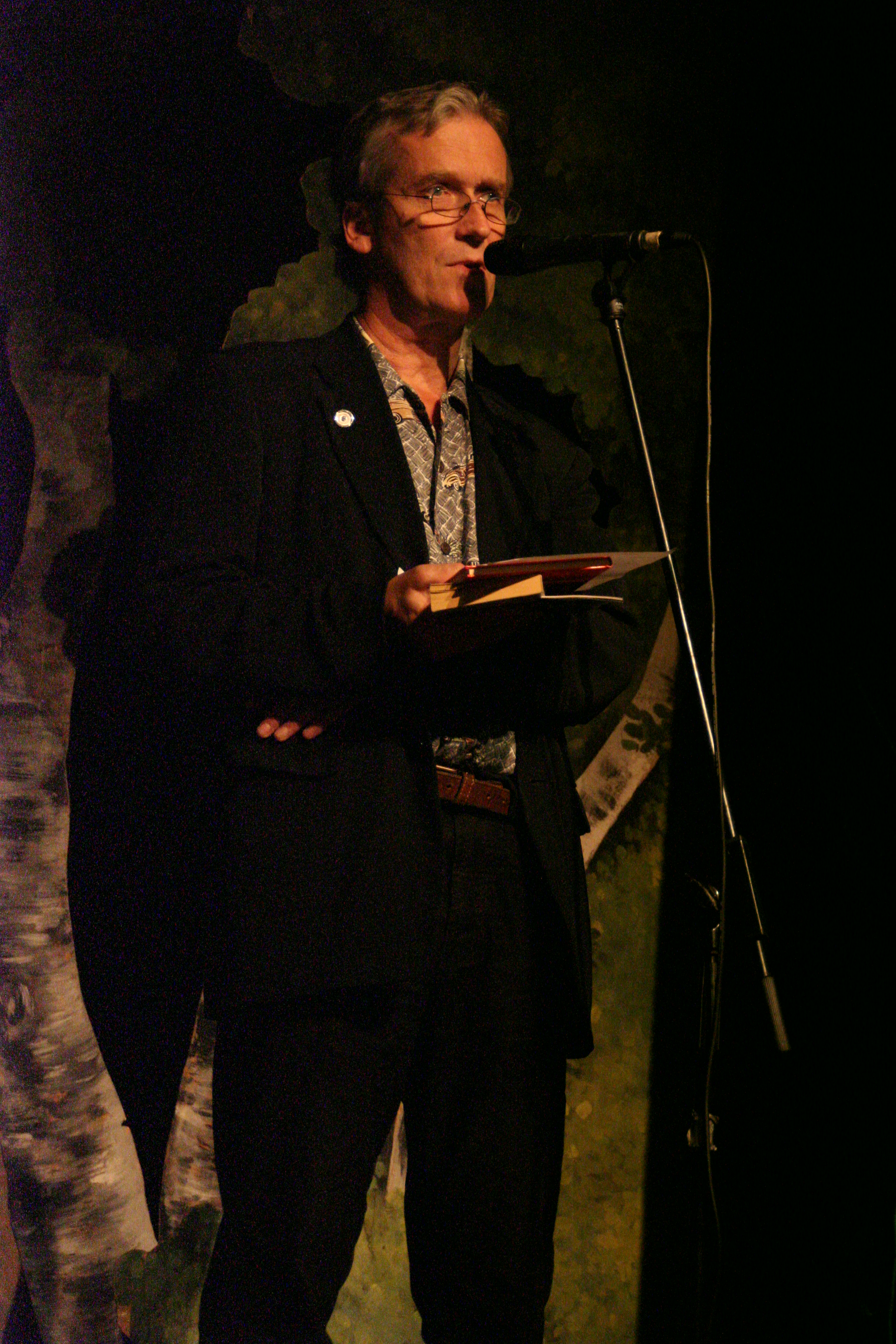
Wystąpienie Ragnara Hovlanda na Festiwalu Bjørnsona, 2006

Festiwal Bjørnsona (norw. Bjørnsonfestivalen) – międzynarodowy festiwal literacki, organizowany co roku w norweskich miejscowościach Molde i Nesset.
Festiwal upamiętnia norweskiego laureata Nagrody Nobla za rok 1903, Bjørnstjerne Bjørnsona, który w Molde chodził do szkoły i rozpoczął działalność publicystyczną. Głównym celem festiwalu, odbywającego się od roku 1992, jest wspieranie szeroko pojętej twórczości literackiej. Program spotkań zawiera seminaria poświęcone różnym aspektom poezji i prozy, wystawy artystyczne i kursy pisania. Najczęściej poruszaną tematyką są kwestie praw człowieka, wolności słowa i pomocy dla prześladowanych pisarzy. Gośćmi festiwalu byli dotychczas między innymi: Wole Soyinka, Yaşar Kemal, Seamus Heaney, Amos Oz, Bei Dao, Hans Blix, Qiu Xiaolong i Thor Heyerdahl.